# Вассинский сельсовет
Вассинский сельсовет — сельское поселение в Тогучинском районе Новосибирской области Российской Федерации.
Административный центр — село Пойменное.

## История
Статус и границы сельского поселения установлены Законом Новосибирской области от 2 июня 2004 года № 200-ОЗ «О статусе и границах муниципальных образований Новосибирской области»

## Население
| 2002  | 2010  | 2012  | 2013  | 2014  | 2015  | 2016  |
| ----- | ----- | ----- | ----- | ----- | ----- | ----- |
| 2095  | ↘1948 | ↘1905 | ↘1901 | ↘1892 | ↘1861 | ↘1850 |
| 2017  | 2018  | 2019  | 2020  | 2021  |       |       |
| ↘1835 | ↘1832 | ↘1806 | ↘1775 | ↘1738 |       |       |

## Состав сельского поселения
| № | Населённый пункт | Тип населённого пункта       | Население |
| - | ---------------- | ---------------------------- | --------- |
| 1 | Вассино          | село                         | ↘477      |
| 2 | Кадниха          | посёлок                      | ↘123      |
| 3 | Каменная Гора    | посёлок                      | ↘349      |
| 4 | Марай            | посёлок                      | ↗71       |
| 5 | Пойменное        | село, административный центр | ↘644      |
| 6 | Правый Курундус  | посёлок                      | ↘22       |
| 7 | Пятилетка        | посёлок                      | ↘262      |